# Armin Eck (Fußballspieler)
Armin Eck (* 8. Dezember 1964 in Kulmbach) ist ein deutscher Fußballtrainer und ehemaliger Fußballspieler.

## Karriere

### Spieler
Der Mittelfeldspieler begann seine Fußballkarriere beim TSV 08 Kulmbach. Nach einigen Jahren bei den Amateuren der Spvgg Bayreuth wurde er 1982 in den Kader der Bayernliga-Mannschaft aufgenommen. Ab 1985 spielte er in der 2. Bundesliga mit der SpVgg Bayreuth. Dort bestritt er in der Saison 34 Spiele und schoss sieben Tore. In der folgenden Spielzeit wechselte Eck zum FC Bayern München in die Erste Bundesliga. In den folgenden zwei Spielzeiten schoss er zwei Tore und absolvierte 39 Bundesligaspiele. Darüber hinaus sammelte Armin Eck in diesen beiden Jahren Europapokal-Erfahrung und spielte in so berühmten Stadien wie dem Stadio San Paolo in Neapel, Stadio San Siro in Mailand oder dem Estadio Santiago Bernabéu in Madrid. Ferner gewann er mit den Bayern die deutsche Meisterschaft im Jahr 1989. Im selben Jahr wechselte Eck für die nächsten fünf Jahre zum Hamburger SV. Für den Verein absolvierte er 129 Bundesligaspiele und schoss 19 Tore. Im Europapokal bereiste er mit dem HSV unter anderem das Stadio Olimpico in Turin.
Überraschenderweise wechselte er zur Saison 1994/95 gemeinsam mit seinen Mannschaftskameraden Thomas von Heesen und Jörg Bode sowie dem Stuttgarter Fritz Walter von der 1. Bundesliga in die Regionalliga West/Südwest zu Arminia Bielefeld. Bielefeld stieg, nicht zuletzt auch wegen Ecks trickreichem und torgefährlichen Spiel, in die 2. Bundesliga auf. Mit 22 Einsätzen und sechs Toren in der Folgesaison hatte er einen wichtigen Anteil daran, dass der Verein in die Erste Bundesliga aufstieg. Im folgenden Jahr konnte Eck aufgrund von Verletzungen nur zwei Spiele absolvieren.
Eck wechselte darauf in der Winterpause für insgesamt 2,2 Millionen D-Mark gemeinsam mit Peter Quallo, René Dörfel und Stefan Studtrucker auf Leihbasis zum KSV Hessen Kassel. Nachdem der Verein Konkurs angemeldet hatte, kehrte er im Sommer zurück zu Arminia Bielefeld, wo er keine weiteren Einsätze verbuchen konnte, und ging darauf zum SCW Weismain. Er beendete seine aktive Karriere im Jahre 2000 bei der SpVgg Bayreuth in der bayerischen Oberliga. Dort sollte er eigentlich als Spielertrainer arbeiten, riss sich aber in einem Pokalspiel auf Bezirksebene erneut ein Kreuzband. Wegen Invalidität konnte er danach kein Spiel mehr absolvieren.
Er spielte 2004 nochmal beim SV Hutschdorf, wo sein Vater Rudi Trainer war.

### Trainer
Als Trainer arbeitete er bis 2003 bei der SpVgg Bayreuth. Danach trainierte er den SV Friesen, wo er auch seinen Spielerpass parkte, ohne aber dort aktiv zu werden. Außerdem arbeitet er als Talentsucher für den Hamburger SV und als Honorartrainer im DFB-Talentförderprogramm. Außerdem unterstützte er die Richtig-fit-Kampagne des DFB. Er betreibt auch eine eigene Fußballschule. Seit Oktober 2006 war Eck als Trainer beim Bayernligisten SpVgg Bayern Hof tätig. Dort wurde er am 14. September 2007 wegen der schlechten Tabellensituation des Vereins freigestellt. Seit September 2009 trainiert Eck den Bezirksoberligisten BSC Bayreuth-Saas. Am 28. April 2012 konnte seine Mannschaft im Spiel gegen den TSV Thiersheim einen 6:1-Erfolg verbuchen und somit den vorzeitigen Landesliga-Aufstieg sicherstellen.

## Sonstiges
Armin Eck gehört dem All-Star-Team des FC Bayern München an.